# Dom Dębiński w Krakowie
Dom Dębiński (także Kamienica Pod Beczką) – zabytkowa kamienica znajdująca się w Krakowie przy ulicy Sławkowskiej 14, na Starym Mieście.

## Historia
Kamienica została wzniesiona w połowie XV wieku na działce półkuryjnej jako budynek jednopiętrowy z trzytraktowymi piwnicami. W II połowie XVI wieku przebudowano ją w stylu renesansowym. Pierwszym znanym właścicielem nieruchomości był Wikliński, który nazwisko zanotowano w spisie czynszowym z 1632 roku. W 1661 roku budynek był opuszczony i zrujnowany. W latach 1674–1692 właścicielem posiadłości był łowczy królewski Ludwik lub Kaspar Dębiński, na którego zlecenie elewacja kamienicy została ozdobiona malunkami przedstawiającymi różne rodzaje broni. Od połowy XVIII wieku budynek ponownie był własnością mieszczańską, należąc kolejno do: Machnickich, Jaworskich, Larysów, Tuszyńskich i Szwaygerów. 
Na początku XIX wieku kamienica była już dwupiętrowa i trzytraktowa, a renesansowe elewacje i kamieniarka pokryte były tynkiem. W 1821 roku przeprowadzono gruntowną przebudowę na zlecenie ówczesnego właściciela Jana Stelzla. W jej wyniku kamienica nabrała wyglądu neoklasycystycznego; ponadto podzielono sień, adaptując jej część na sklep oraz przebito drzwi w miejscu okna. Niedługo później wzniesiono jednopiętrową oficynę tylną według projektu Błażeja Szatkowskiego. 
W 1908 roku budynek przeszedł w ręce Henryka Ebera, na którego zlecenie jeszcze w tym samym roku dokonano przebudowy według projektu Henryka Lamensdorfa. Objęła ona przebudowę sieni, budowę nowej klatki schodowej i zmianę wystroju wnętrz. W 1927 roku wybudowano piętrową oficynę boczną oraz nadbudowano drugie piętro w oficynie tylnej. W latach 30. XX wieku rozebrano oficynę tylną, a w latach 60. także oficynę boczną. 
7 marca 1968 roku kamienica została wpisana do rejestru zabytków. Rozpoczęto wówczas badania architektoniczne, których zwieńczeniem był przeprowadzony w latach 70. remont konserwatorski, podczas którego przywrócono fasadzie XVII-wieczny wystrój. Jednocześnie nakryto kamienicę stropodachem, tworząc taras od strony podwórza. W latach 1982–1990 w budynku znajdowała się siedziba krakowskiego oddziału Wydawnictwa Naukowego PWN. Od lat 90. XX wieku w piwnicy kamienicy mieści się scena Teatru Starego o nazwie „Przy Sławkowskiej 14”.

## Architektura
Dom Dębiński jest budynkiem murowanym z cegły, z użyciem kamienia łamanego w partii piwnic, wzniesionym na rzucie prostokąta. Ma cztery kondygnacje i jest podpiwniczony. Kubatura budynku wynosi 850 m³, a jego powierzchnia użytkowa to 3200 m². Układ wnętrz jest dwuosiowy i trzytraktowy. Kamienica kryta jest dwuspadowym dachem z blachy miedzianej. Budynek reprezentuje styl późnorenesansowy. 
Fasada kamienicy jest trzyosiowa, o symetrycznym układzie. W drugiej osi parteru znajduje się kamienny, półkoliście zwieńczony portal z profilowaną archiwoltą. Okna ozdobione są obramieniami i gzymsami nadokiennymi. Budynek wieńczy attyka i gzyms koronujący.